# Marijinski teatr
Marijinski teatr (rus. Марии́нский теа́тр) ime je poznatoga kazališta, odnosno operne i baletne kuće iz Sankt-Peterburga u Rusiji. 
Kazalište je otvoreno 1860. godine i ubrzo je postalo najvažnije operno i baletno kazalište u Rusiji. Mnoge velike opere i baleti 19. stoljeća, prvi su put praizvedene u Marijinskom teatru, uključujući i najveća scenska djela Čajkovskog, Musorgskoga i Rimski-Korsakova. Prva baletna skupina, koja je nastupila u St. Petersburgu, bili su talijanski plesači u ranom 18. stoljeću. Katarina Velika željela je uspostaviti rusko kazalište. Prva zgrada kazališta izgradila se 1783. godine. To je bio Boljšoj kameni teatr. Poslije je Marijinski teatr postao glavno petrogradsko kazalište 1886. godine. Tada se poboljšao i repertoar, makar je i prije bio kvalitetan s npr. praizvedbom baleta Orašar. Mnoga su scenska djela poznatih ruskih skladatelja praizvedena u Marijinskom teatru, primjerice opere Boris Godunov Musorskoga, Zlatni pjetlić Rimski-Korsakova, Pikova dama od Čajkovskoga, te baleti Romeo i Julija i Pepeljuga Prokofjeva i Spartak Hačarturjana.
Kazalište je dobilo ime po carici Mariji Aleksandrovnoj, supruzi cara Aleksandra II. U glavnoj dvorani nalazi se bista carice. Kazalište je promijenilo ime nekoliko puta tijekom svoje povijesti, zbog različitih političkih režima, koji su bili na vlasti.
Kazališnu zgradu obično se naziva Marijinskim teatrom. Skupine, koje djeluju u sklopu teatra su Kirov (npr. balet Kirov), koje je dodano tijekom sovjetskog razdoblja u čast ubijenog vođe Komunističke partije Lenjingrada, Sergeja Kirova (1886. – 1934.)
U Marijinskom teatru djelovali su mnogi veliki umjetnici kao što su: Matilda Kšesinskaja, Olga Preobraženska, Ana Pavlova, Tamara Karsavina, Vaclav Nižinski, Marina Semjonova, George Balanchine, Galina Uljanova, Rudolf Nurejev, Natalija Makarova, Mihail Barišnjikov, Irina Kolpakova, Galina Mezenceva, Altinaj Ašilmuratova, a u novije vrijeme: Uljana Lopatkina, Dijana Višnjova i Svetlana Zaharova.
Jurij Temirkanov bio je intendant od 1976. do 1988. Dao je izvesti mnoge moderne i klasične opere. Od 1988., Valerij Gergijev donio je još veću slavu tom kazalištu. Povezao se s mnogim velikim svjetskim opernim kućama, primjerice Royal Opera House, Covent Garden, Metropolitan Opera, Opera Bastille, La Scala, La Fenice i dr.

## Galerija
- Svečani zastor do 1914.
- Unutrašnjost
- Balet iz 1890.
- Jedna od najpoznatijih balerina Ana Pavlova